# Sollevazione della Catalogna
La sollevazione della Catalogna (in catalano Guerra dels Segadors, cioè guerra dei mietitori) fu un conflitto che coinvolse il Principato di Catalogna fra il 1640 e il 1659.
L'effetto più durevole della rivolta fu il trattato dei Pirenei che cedeva alla Francia la contea di Rossiglione e la parte nord della Cerdagna, di fatto spaccando in due il tradizionale territorio catalano.

## La rivolta del Corpus di sangue
La causa della sollevazione risale al generale malcontento della popolazione catalana causato dalla lunga presenza di truppe castigliane, stanziate sul territorio, al confine francese, a causa della guerra dei trent'anni. Il conte-duca di Olivares, primo ministro di Filippo IV, aveva saccheggiato a lungo le risorse della Catalogna per finanziare la guerra e i contadini catalani erano costretti a rifornire e alloggiare le truppe castigliane. Questa situazione di estrema tensione sfociò nel cosiddetto Corpus de Sang, una rivolta contadina scoppiata nel giorno del Corpus Domini, nel maggio 1640. Contadini e mietitori in rivolta entrarono a Barcellona verso la fine dello stesso mese causando la morte di funzionari reali e giudici tra cui lo stesso viceré, il conte di Santa Coloma, grazie anche all'appoggio dell'aristocrazia catalana che progettava di recuperare l'autonomia dalla Castiglia. Quello stesso anno, infatti, il presidente della Generalitat de Catalunya, Pau Claris i Casademunt, proclamò la Repubblica Catalana.

## Il contrattacco spagnolo e l'alleanza con la Francia

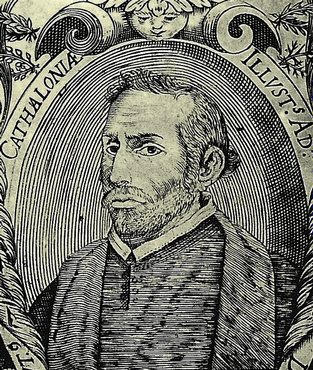
Pau Claris

Il duca di Olivares, colto di sorpresa dalla violenza della rivolta, non riuscì a domarla subito, perché la maggior parte dell'esercito spagnolo era schierato contro i francesi. Intanto, però, anche la nobiltà catalana andava perdendo il controllo della rivolta, mentre le rivendicazioni dei contadini cominciavano a diventare sempre più sociali ed economiche. Preoccupati di non riuscire a controllare il nascente stato, i nobili catalani decisero di allearsi con il re di Francia, Luigi XIII, il peggior nemico di Filippo IV, concedendo ai francesi l'accesso ai porti catalani. Il cardinale Richelieu, desideroso di logorare la potenza spagnola, inviò immediatamente tremila uomini in Catalogna, per pattugliare il contado.
Intanto Olivares era riuscito a raccogliere un esercito di ventimila uomini per recuperare il controllo della regione. In novembre le truppe castigliane ripresero Tortosa e, marciando verso Barcellona, si abbandonarono a ogni tipo di atrocità, stimolando la popolazione catalana a resistere con maggior forza. Visto che l'intensità della rivolta aumentava e minacciava ormai tutta la nobiltà nel suo complesso, Pau Claris annunciò, il 16 gennaio del 1641, che la Catalogna si costituiva in repubblica indipendente sotto il protettorato del regno di Francia. Più tardi, il 23 dello stesso mese, annunciò invece che il nuovo conte di Barcellona sarebbe stato Luigi XIII, in nome dell'antico vassallaggio che i conti catalani avevano verso l'impero carolingio. Alla fine i catalani dovettero sottomettersi al re di Francia che diventò conte di Barcellona e re, col nome di Luigi I. Pochi giorni dopo, il 26 gennaio, l'esercito alleato franco-catalano respinse vittoriosamente i castigliani alle porte di Barcellona, nella battaglia di Montjuïc.

## Il dominio francese in Catalogna
Da quel momento la Catalogna diventò il campo di battaglia fra francesi e spagnoli e la popolazione catalana, paradossalmente, dovette accettare dalla Francia quello che per tanti anni aveva cercato di evitare dalla Spagna, cioè di mantenere un esercito e veder limitata la sua autonomia politica.
La politica francese in Catalogna era completamente dominata da interessi militari, in particolare dalla necessità di occupare l'Aragona e Valencia. Luigi XIII nominò un viceré francese e riempì l'amministrazione nazionale di notori filo-francesi. L'esercito francese costava ai catalani molto più di quello spagnolo e in più si comportava nei confronti delle popolazioni come una forza di occupazione. Anche dal punto di vista economico i mercanti francesi furono favoriti rispetto a quelli catalani. Per tutti questi motivi, uniti alla situazione continua di guerra, alle epidemie e alle carestie, si sollevò un enorme malcontento verso il nuovo governo filo-francese.

## Dalla pace di Westfalia al trattato dei Pirenei
Nel 1643 un esercito francese conquistò il Rossiglione, Monzón e Lerida. Un anno più tardi le truppe castigliane ripresero Monzon e Lerida e Filippo IV giurò obbedienza alle leggi catalane. Nel 1648 la pace di Vestfalia mise fine alla guerra dei Trent'Anni e la Francia cominciò a perdere interesse nella Catalogna. Nel 1651 Filippo IV decise che era venuto il momento di riprendere la regione e inviò un esercito comandato da Don Giovanni d'Austria ad assediare Barcellona.
Nel 1652 l'esercito franco-catalano si arrese. I catalani accettarono Filippo IV come sovrano e Don Giovanni come viceré. Da parte sua, il sovrano spagnolo rinnovò il giuramento di obbedienza alle leggi catalane. La Francia continuò a conservare il controllo del Rossiglione e si giunse pertanto al trattato dei Pirenei (1659) che sancì la definitiva divisione dei territori catalani fra Spagna e Francia. Luigi XIV avrebbe in seguito proibito l'uso del catalano nei territori sottoposti alla sovranità francese.
| Controllo di autorità | LCCN (EN) sh85020929 · J9U (EN, HE) 987007284859205171 |